# Menelik

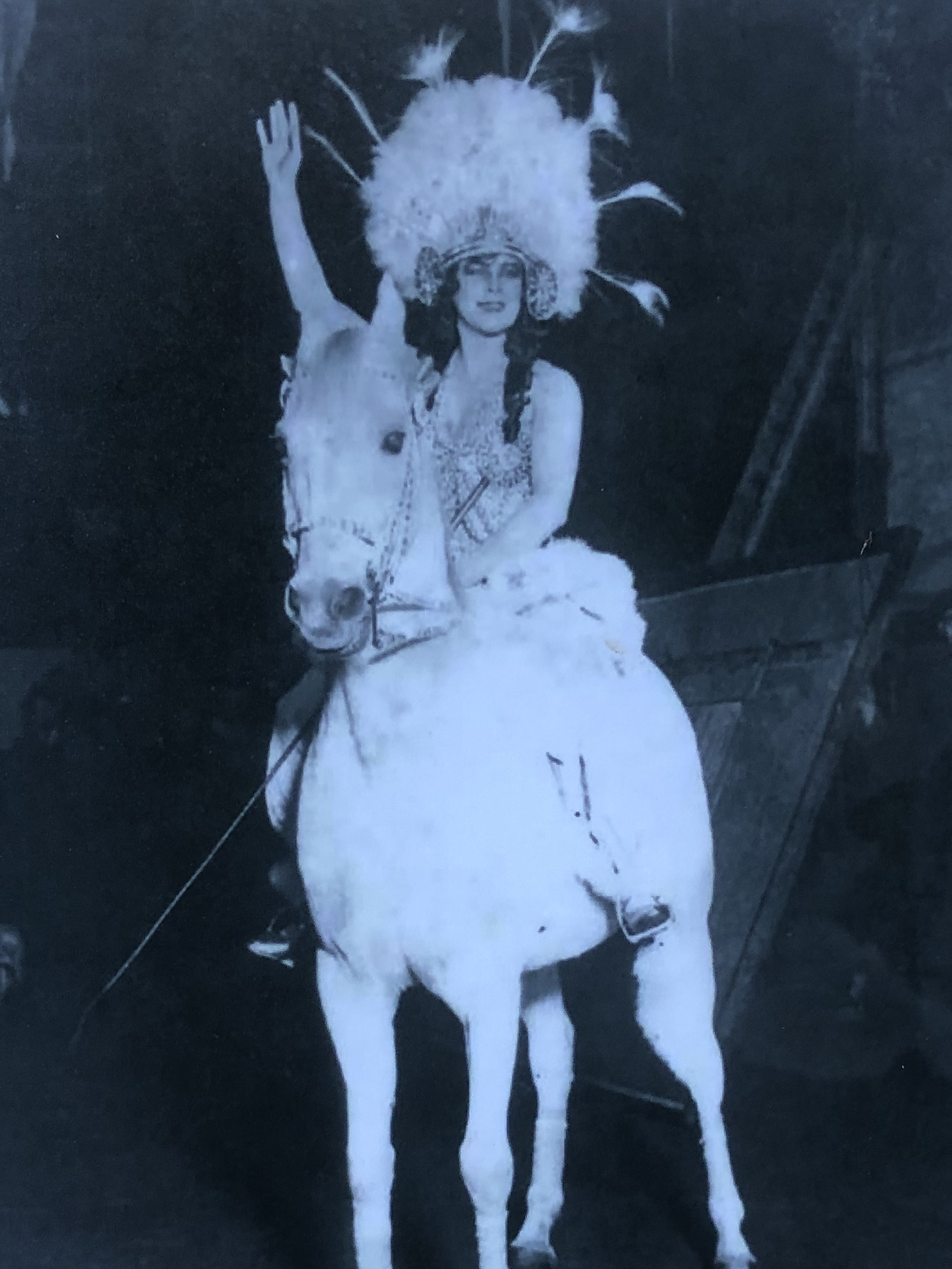
Baptista och Menelik.

Menelik, död 1931 i Karlskoga, var en svensk vit arabhingst, som än i dag är Sveriges mest kända cirkushäst. Menelik ägdes av cirkusdirektören Baptista Mijares-Schreiber. Menelik var en gåva till Baptista Mijares-Schreiber av änkedrottningen Alexandra av Storbritannien och det brittiska hovet, som emottogs 1914. Menelik fick sitt namn efter kejsaren Menelik II av Etiopien.

## Historik
Innan Mijares-Schreiber emottagit Menelik hade hennes tidigare cirkushäst Siglavy Alda II blivit förgiftad och dött hos Cirkus Hagenbeck i London. Under denna tillställning bevistade Lord Lonsdale cirkusen, han var änkedrottningen förtrogen och beslöt i samråd med henne att anordna en galaföreställning där Mijares-Schreiber kunde emottaga Menelik.
Menelik företog resor land och rike runt tillsammans med Mijares-Schreiber.

## Bortgång och eftermäle

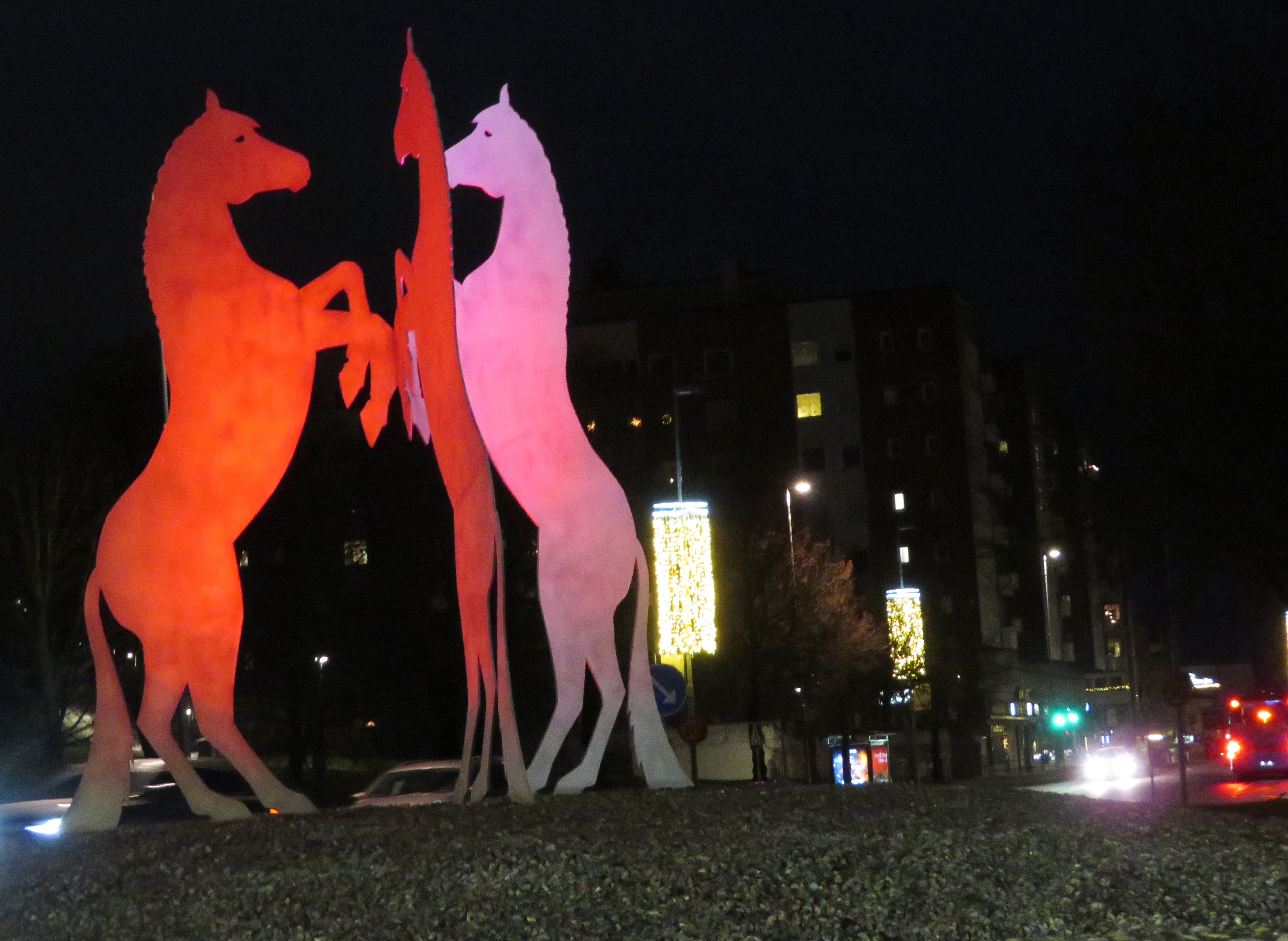
Cirkusrondellen i Karlskoga.

Cirkushästen Meneliks död 1931 uppmärksammades, till följd av att ägaren anhöll om att Menelik skulle få begravas på Skogskyrkogården i Karlskoga men den dåvarande kyrkofullmäktigen ansåg att det inte var lämpligt. 

Mijares-Schreiber krävde att hennes häst skulle begravas på kyrkogården, detta eftersom hon upplevde ett starkt och mycket nära vänskapsband med sin häst. Menelik är i dag begraven intill Skogskyrkogården i Karlskoga, precis intill kyrkogårdsmuren.

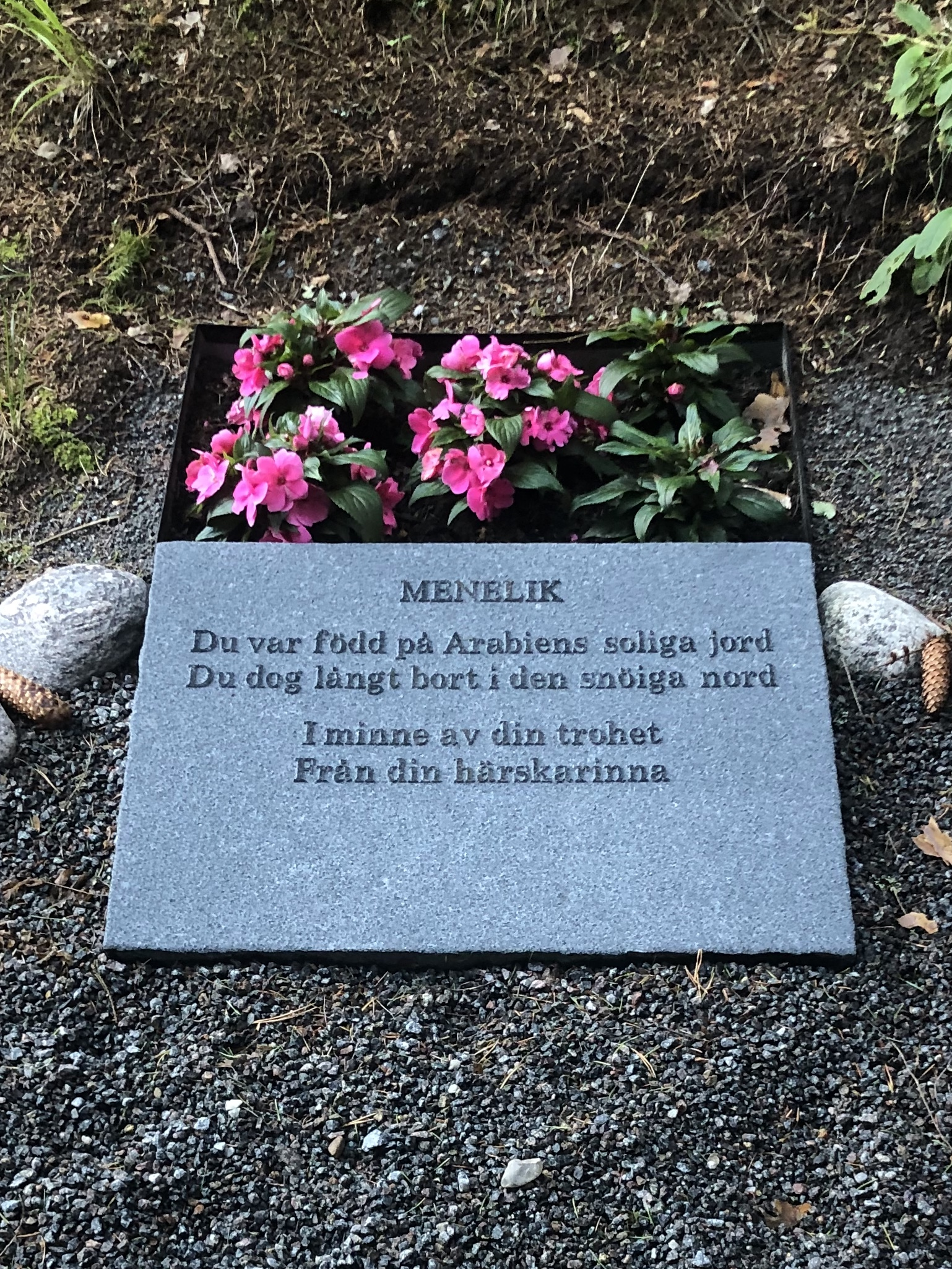
Cirkushästen Meneliks grav i juli 2020.

Menelik finns avporträtterad i profil i en rondell i centrala Karlskoga. Konstverket skapades 1999 av Göran Persson på uppdrag av Karlskoga kommun i syfte att hedra minnet av Cirkus Schreiber.